# Duncan (Oklahoma)
Duncan ist eine Stadt im südlichen US-Bundesstaat Oklahoma in den USA. Sie liegt 150 km südwestlich von Oklahoma City und 50 km westlich von Lawton. Das U.S. Census Bureau hat bei der Volkszählung 2020 eine Einwohnerzahl von 22.692 ermittelt. Die Stadt ist County Seat des Stephens County und bekannt für seine Ölförderung.

## Geschichte
Vor der Gründung der eigentlichen Stadt verlief der Chisholm Trail im heutigen Osten der Ansiedlung. Wegen seiner zentralen Lage an dem in Nord-Süd-Richtung verlaufenden Trail und der Verbindungslinie zwischen Fort Sill und Fort Arbuckle errichtete William Duncan dort einen Handelsposten. Die Ankunft des ersten Zuges der Chicago, Rock Island and Pacific Railroad am 27. Juni 1892 gilt als Gründungstag der Stadt.
Zentral im neu gegründeten Stephens County gelegen, wurde sie mit der Gründung des US-Bundesstaates Oklahoma im Jahre 1907 County-Seat. Mit Ölfunden im Jahre 1918 wuchs die Stadt schnell und erreichte während des Zweiten Weltkrieges ihre maximale Bevölkerungszahl, die seitdem stagniert. Die Stadt hat seit 2004 einen Satellitencampus der Cameron University.

## Söhne und Töchter der Stadt
- Erle P. Halliburton (1892–1957), gründete 1919 dort eine Firma zur Ölförderung, die später zu Halliburton wurde
- Jeane Kirkpatrick (1926–2006), Kabinettsmitglied und Botschafterin bei der UNO unter US-Präsident Ronald Reagan
- Rance Howard (1928–2017), Schauspieler
- Larry Austin (1930–2018), Komponist, Dirigent und Musikwissenschaftler
- Hoyt Axton (1938–1999), Country-Sänger
- David Pittman-Jennings (* 1946), Opernsänger (Bassbariton)
- Donald Grantham (* 1947), Komponist und Dirigent
- Jari Askins (* 1953), 15. Vizegouverneur des Bundesstaates Oklahoma
- Ron Howard (* 1954), Schauspieler